# Turbocharged Thunderbirds
Turbocharged Thunderbirds est une série télévisée de science-fiction américaine créée par Gerry Anderson, diffusée sur UPN entre le 18 décembre 1994 et le 12 mars 1995.

## Production

### Fiche technique
- Titre : Turbocharged Thunderbirds
- Création : Gerry Anderson
- Réalisation : Robert Tercek
- Scénario : Matthew Gore, Gary Auerbach et Mark Cronin
- Direction artistique :
- Photographie :
- Montage : Kenneth C. Paonessa et Jonathan Seay
- Musique : Ed Potokar, Gary Anderson et Birch Johnson
- Casting : Jeff Gerrard
- Production : Gary Glasberg
  - Production déléguée : Sally DeSipio
  - Production exécutive : Mark Fetterman
- Société de production : Bohbot Productions, Incorporated Television Company, PolyGram Television et Propaganda Films
- Société de distribution : UPN
- Pays d'origine :  États-Unis
- Langue originale : anglais
- Format : couleur - 1,78:1 - son Dolby Digital
- Genre : Science-fiction
- Durée : 20–25 minutes

 Sauf indication contraire, les informations mentionnées dans cette section peuvent être confirmées par la base de données cinématographiques IMDb,  présente dans la section « Liens externes ».

## Distribution

### Acteurs principaux
- Travis Wester : Tripp
- Johna Stewart-Bowden : Roxette
- Tim Curry : The Atrocimator
- Efrem Zimbalist II : Jeff Tracy

### Acteurs récurrents
- David Naughton : Scott Tracy
- Dan Castellaneta : S.A.L.
- Glynis Barber : Tin-Tin
- Michael Sorich : The Hood

### Acteurs invités
- Malachi Throne : S.A.L.
- Frank Welker : Brains
- Barbara Feldman : Lady Penelope
- Jay Underwood : Scott Tracy
- Sarah-Jane Wylde : Lady Penelope

## Épisodes
1. Trapped in the Sky
2. Martian Invasion
3. Ready, Set… Danger!
4. Ricochet
5. Attack of the Alligators!
6. The Lost Pyramid
7. Sun Probe
8. The Edge of Impact
9. The Fog
10. Brink of Disaster
11. Codename: Revenge
12. The Imposters
13. Home All Alone